# 密着空間
数学の位相空間論周辺分野における密着空間（みっちゃくくうかん、英: indiscrete space）は、直観的にはその空間の全ての点が「一塊に密着」していてどの点も位相的な意味で区別できないような位相空間である。密着空間の位相は、開集合系が空集合と空間全体のみからなる自明な位相 (trivial topology) であり、これをしばしば密着位相 (indiscrete topology) とも呼ぶ。密着空間を、任意の二点間の距離が 0 であるような距離函数に関する擬距離空間と考えることができる。

## 性質
位相の定義により、空集合と空間全体は常に開集合であるから、密着位相は開集合の数が可能な限り最小であるような位相（最粗位相）になっている。そのような簡素さにもかかわらず、二点以上を含む密着空間 X は、位相空間として重要なよい性質をいくつも欠いている。例えば、そのような空間は T0-空間にすらならない。
そのほか密着空間 X が持つ（ほとんどは極めて普通でない）性質を挙げる。
- 密着空間 X の閉集合は空集合 ∅ と X のみである。
- 密着空間 X の開基となり得るのは {X} のみである。
- 密着空間 X が二点以上を持つならば、それは T0 ではないから、それよりも高度なほかのどの分離公理も満足しない。特に、X はハウスドルフ空間ではない。ハウスドルフでない X は、従って順序位相も距離化可能位相も持たない。
- それでも密着空間 X は正則であり、完全正則であり、正規であり、完全正規である。これらはどれも、閉集合が ∅ か X しかないことから、非常に自明な条件のもとで成り立つ。
- 密着空間 X はコンパクトであり、従ってパラコンパクトであり、リンデレーフであり、また局所コンパクトである。
- 位相空間を始域とし、密着空間 X を終域とする任意の写像は連続である。
- 密着空間 X は弧状連結（道連結）であり、従って連結である。
- 密着空間 X は第二可算であり、従って第一可算であり、可分であり、またリンデレーフである。
- 密着空間 X の任意の部分空間は密着空間である。
- 密着空間 X の任意の商空間は密着空間である。
- 密着空間の任意濃度の直積は（積位相でも箱位相でも）密着空間である。
- 密着空間 X の任意の点列は X の任意の点に収斂する。特に X の点列は（自身を部分列と見て）収斂部分列を持つから、X は点列コンパクト空間である。
- 密着空間 X の X を除く任意の部分集合の内部は空である。
- 密着空間 X の空でない任意の部分集合の閉包は全体空間 X である。言い換えれば、X の空でない任意の部分集合は X において稠密である。この性質は密着空間を特徴付けるものになっている。
- 密着空間 X の部分集合 S が二点以上を含むならば、X の点は全て S の極限点である。S が一元集合ならば X ∖ S の各点はやはり S の極限点である。
- 密着空間 X はベール空間である。
- 二つの密着空間が互いに同相となる必要十分条件はそれらの濃度が相等しいことである。

## 関連概念と一般化
密着位相のある意味で対極に位置する位相は離散位相（全ての部分集合が開集合となるような位相）である。
密着空間 X は、直積空間 X × X 全体を唯一の近縁とする一様空間になる。
Top を位相空間と連続写像の圏、Set を集合と写像の圏とし、函手 F: Top → Set を位相空間にその台集合を対応させるもの（忘却函手）とする。G: Set → Top を与えられた集合を密着空間と看做す函手とすると、G は F の右随伴である（一方 F の左随伴 H は、与えられた集合を離散空間と看做す函手 H: Set → Top で与えられる）。